# Hugo Bravo
Hugo Agustín Bravo Toro (Chile, 5 de febrero de 1972) es un exfutbolista chileno. Jugaba de mediocampista y militó en diversos clubes de Chile.
Es hermano mayor de Jorge Valdivia, por parte de madre y actualmente juega en la serie seniors del Club Caupolicán de Huelquén de la comuna de Paine. 

## Trayectoria
Surgió de las inferiores de Palestino, defendiendo al equipo tetracolor hasta fines de la temporada 1994.
Desarrolló su carrera principalmente en la Primera División chilena, defendiendo los colores de Universidad de Chile,Deportes Temuco,Deportes Iquique, Coquimbo Unido, Audax Italiano, Unión San Felipe, Deportes Puerto Montt y Cobresal.
Mientras que en la Primera B pasó por Everton y Deportes Copiapó.

## Selección nacional

### Selección juvenil
Fue nominado a la selección sub-20 para el Sudamericano Sub-20 de 1991, quedando eliminado en primera ronda.

#### Participaciones en sudamericanos
| Torneo                      | Sede      | Resultado    |
| --------------------------- | --------- | ------------ |
| Sudamericano Sub-20 de 1991 | Venezuela | Primera fase |

## Clubes
| Club                  | País  | Año       |
| --------------------- | ----- | --------- |
| Everton               | Chile | 1991      |
| Palestino             | Chile | 1992-1994 |
| Universidad de Chile  | Chile | 1995-1996 |
| Deportes Temuco       | Chile | 1997      |
| Deportes Iquique      | Chile | 1998      |
| Everton               | Chile | 1998      |
| Coquimbo Unido        | Chile | 1999      |
| Audax Italiano        | Chile | 2000      |
| Unión San Felipe      | Chile | 2001      |
| Coquimbo Unido        | Chile | 2002      |
| Deportes Puerto Montt | Chile | 2003      |
| Cobresal              | Chile | 2004      |
| Deportes Copiapó      | Chile | 2004-2005 |

## Palmarés

### Campeonatos nacionales
| Título           | Club                 | País  | Año  |
| ---------------- | -------------------- | ----- | ---- |
| Primera División | Universidad de Chile | Chile | 1995 |